# Abdurrahim El-Keib
Abdurrahim Khaled Abdulhafiz El-Keib (arabisk: عبد الرحيم الكيب, også stavet som Abdel Rahim AlKeeb og Abdul Raheem Al-Keeb; født 1950 i Sabratha, Libyen, død 21. april 2020) var en libysk ingeniør og politiker, der i en perioden fra 2011 til 2012 fungerede som landets midlertidige premierminister, han er udnævnt af Det libyske overgangsråd.